# Timuhun
Timuhun is een bestuurslaag in het regentschap Klungkung van de provincie Bali, Indonesië. Timuhun telt 2200 inwoners (volkstelling 2010).